# Barbershop Harmony Society

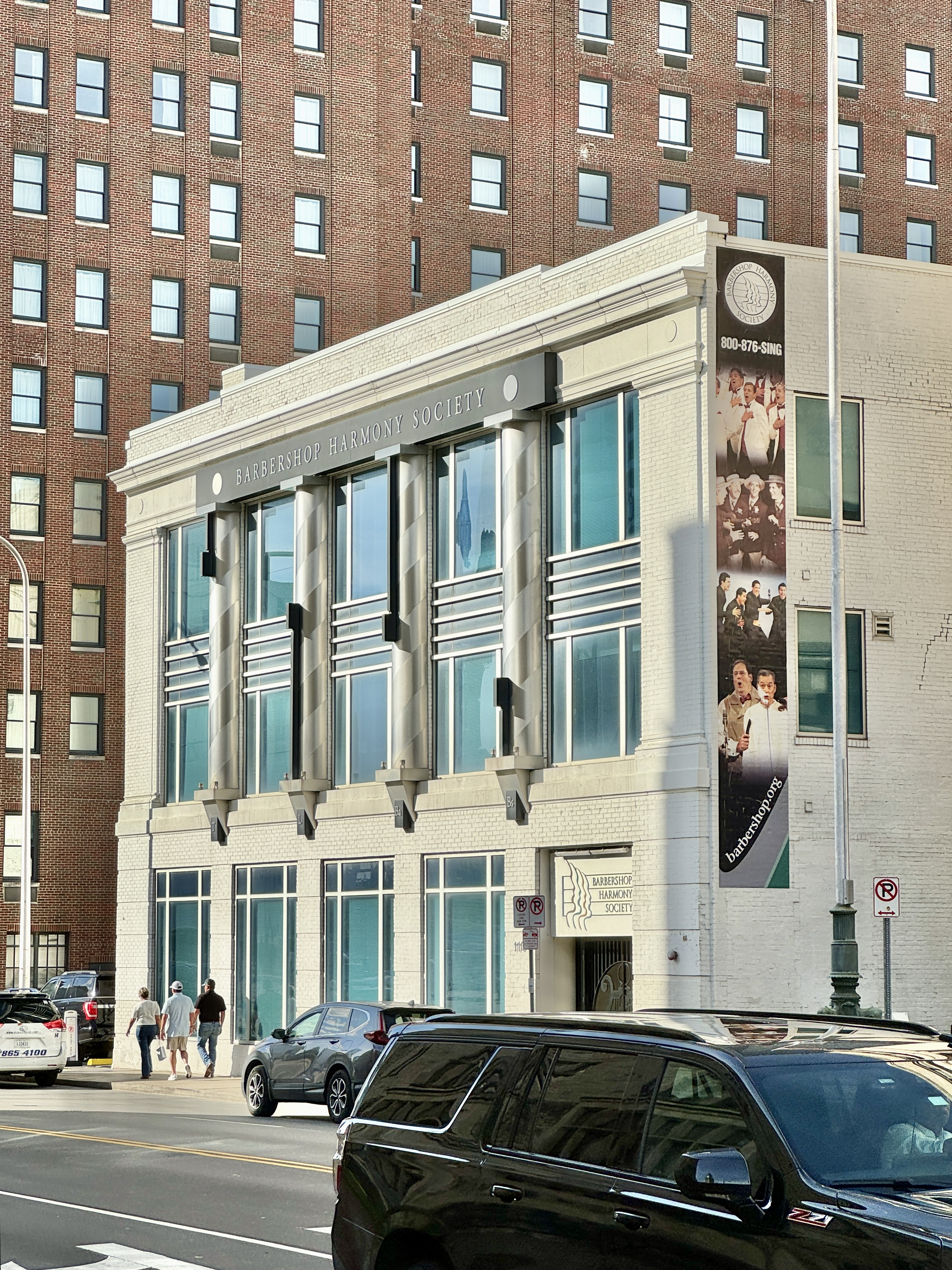
Barbershop Harmony Society, entsprechend beschriftetes Gebäude an der 7th Avenue, Nashville, TN (2024)

Die Barbershop Harmony Society oder Society for the Preservation and Encouragement of Barber Shop Quartet Singing in America („Gesellschaft zur Bewahrung und zur Ermutigung zum Barber Shop-Quartettgesang in Amerika“) ist die weltgrößte Verbandsorganisation des nicht konfessionell gebundenen Amateur-Gesangs.

## Ziele und Geschichte
Die Gesellschaft wurde 1938 von O. C. Cash und einigen Mitstreitern in St. Louis, Missouri, gegründet. Zu jener Zeit war in der Öffentlichkeit ein grassierender Abkürzungs-Fimmel festzustellen. Und die Herren, die die Vereinigung gründeten, strebten an, die längste existierende Abkürzung für ihre junge Vereinigung zu haben: SPEBSQSA, besser: S.P.E.B.S.Q.S.A., „Society for the Preservation and Encouragement of Barber Shop Quartet Singing in America“.
Ziel der neuen Vereinigung war die Erhaltung des Barbershop-Gesangs, einer originär amerikanischen Musikrichtung des Amateur-Gesangs, die in den neuen Medien von Rundfunk und Schallplatte unterzugehen drohte.

## Parallele Organisationen
Die „Barbershop-Harmoniegesellschaft“, auch bekannt als SPEBSQSA, war die erste von mehreren Organisationen, die sich zum Ziel setzten, den Barbershop als Kunstform der Musik zu erhalten. Die Organisation wuchs rasch, indem sie den Barbershop unter Männern jeglichen Alters bekanntmachte. Nach dem Stand 2004 sind mehr als 30.000 Männer in den USA und Kanada Mitglieder der Gesellschaft. Ihr Fokus liegt auf der A-Cappella-Musik. Das Hauptquartier der Gesellschaft ist in Kenosha, Wisconsin.
Eine parallele Frauen-Organisation, die Sweet Adelines International, wurde 1945 gegründet. Eine zweite Frauen-Organisation die Harmony, Incorporated, gründete sich 1959 in der Folge eines Streits über die Mitglieder-Politik, die zu jener Zeit die Mitgliedschaft an die weiße Hautfarbe band. (Diese Einschränkung besteht schon lange nicht mehr.) Etliche international verbundene Organisationen, von Skandinavien bis Japan, fügen ihre eigenen Farben zum charakteristischen Sound der Barbershop-Harmonie hinzu.

## Die Abkürzung und die Namen
Die originale Abkürzung war eine Persiflage auf die Alphabetisierungs-Agenturen der damaligen New-Deal-Politik. Über Jahrzehnte war SPEBSQSA der „offizielle“ Name, während die Barbershop Harmony Society als offiziell anerkannter alternativer Name galt. Auch wurde zum Gebrauch des alternativen Namens ermutigt, weil der offizielle Name als ein Insider-Scherz galt, der außerhalb nicht verstanden und gewürdigt war. Mitte 2004, zu Zeiten sinkender Mitgliedschaft, wurde im Zuge eines Marketing-Plans beschlossen, konsistent den alternativen Namen zu verwenden und am alten Namen nur noch für gesetzliche Zwecke festzuhalten.
Im alten Namen wird „Barber Shop“ mit zwei Wörtern geschrieben, während im neuen Namen die gebräuchliche Schreibweise „Barbershop“ verwendet wird.
Inoffiziell wird „SPEBSQSA“  /'spEb skw@/ in Kirshenbaum-Notation ausgesprochen, so als sei das letzte S ein U. Die Society verkündet allerdings, sie „ermutige nicht zu Versuchen, den Namen auszusprechen“.

## Außenbild des Barbershop und der Society
Heute gelten der Barbershop allgemein und auch sein Aushängeschild, die „Society“, wie sie kurz genannt wird, die einzige Männer-Gesellschaft (mit ca. 30.000 Mitgliedern, vorrangig in den USA und England) als „hinter dem Mond“, als sehr altmodisch und ein wenig verschnarcht, durchaus in sympathischer Weise wie ein alter, liebenswerter, doch ein wenig vertrottelter Onkel. Dies ist eine Einschätzung, die auf viele Ensembles gewiss auch zutrifft, jedoch keineswegs auf die gesamte SPEBSQSA. In dieser reinen Amateur-Vereinigung gibt es Stimmen- und Performance-Talente, auf die so manches Profi-Ensemble stolz wäre.
Wenn man die Chance hatte, einen der großen Chöre mit bis zu 180 Männern auftreten zu sehen, oder eines der hochpräzise und druckvoll singenden Meister-Quartette, der wird vom Vorurteil der Verschnarchtheit schnell Abstand nehmen. Konservativ sind der Barbershop und die Society, das liegt programmatisch bereits im Namen begründet: „Bewahrung“.

## Wettbewerbe
Der Verband ist Ausrichter des jährlich stattfindenden Wettbewerbs zur Findung des weltbesten Gesangsquartetts, der „International Convention“, die an wechselnden Orten in den USA oder Kanada stattfindet. Das Sieger-Quartett hat in aller Regel finanziell ausgesorgt; es wird in hohen Ehren herumgereicht und kann für Auftritte in der Regel pro Abend ca. 7000 bis 8000 US-Dollar über einen Zeitraum von ca. zehn Jahren in Rechnung stellen. Bei 150 bis 180 Auftritten im Jahr ist andere Arbeit für die Quartettmitglieder sowohl unmöglich als auch unnötig.
In seltenen Fällen gibt es auch die Chance, amerikanische und englische Spitzen-Ensembles in Europa zu hören, z. B. auf den deutschen Barbershop-Conventions.
Die Chorleiter der großen amerikanischen Barbershop-Chöre, die „MD“, Musical Directors, gelten als Ikonen der Gesangsszene im angelsächsischen Sprachraum mit einem weitaus größeren Bekanntheitsgrad als in Deutschland beispielsweise Gotthilf Fischer von den Fischer-Chören.
Der Verband organisiert die Aus- und Weiterbildung seiner Mitglieder, die in sogenannten „Harmony Colleges“ vonstattengeht, Wochenend-Workshops mit intensiver Arbeit an Arrangements, der Choreografie und Auftritten. Auch die Chorleiter, die Arrangeure und die Wettbewerbs-Punktrichter (die „Judges“) bekommen ihren Schliff auf Kursen der „Society“.
Die Vereinigung betreibt neben ihrer Zentrale in Kenosha am Michigan-See, die in einer alten Industriellen-Villa residiert, ein Museum, einen Shop und einen Verlag. Auch Coaches, Trainer für die Teildisziplinen „Music“, „Singing“ und „Presentation“ werden von der Society gegen kleinen Obolus gestellt und sind im gesamten Raum Nordamerika verfügbar, um die Leistung von Quartetten und Chören voranzubringen.